# パイエル島
パイエル島(パイエルとう、ロシア語: Остров Пайера)は北極海の一部であるバレンツ海に位置するロシア連邦領ゼムリャフランツァヨシファにある島である。チーグラー極地遠征の際、1904年にオーストリア＝ハンガリー帝国の探検家ユリウス・フォン・パイアーに敬意を表して名付けられた。